# Acraea hecqui
Acraea hecqui is een vlinder uit de familie van de Nymphalidae. De wetenschappelijke naam van de soort is voor het eerst geldig gepubliceerd in 1981 door Berger.